# Mike Moser (1952)
Michael George Moser, detto Mike (Kitchener, 30 aprile 1952 – St. Petersburg, 12 gennaio 1975), è stato un cestista canadese.

## Carriera
Con il Canada ha disputato i Campionati mondiali del 1974.